# Galten Forenede Sportsklubber
Galten Forenede Sportsklubber eller Galten FS er en flerstrenget forening beliggende i Galten. I daglig tale bruges Galten FS ofte som kaldenavn for foreningens fodboldklub.
Underafdelinger
- Fodbold
- Gymnastik
- Håndbold
- Badminton
- Boksning
- Fitness/indoor cycling

Store årlige arrangementer
- Galten byfest (danmarks hyggeligste byfest)
- Jubi-løbet